# Edition Sirene
Die Edition Sirene war ein Buchverlag in Berlin-Kreuzberg, später in Trebus.
Der Verlag wurde besonders durch seine bibliophilen Ausgaben bekannt, die auf der verlagseigenen Presse in Bleisatz auf geschöpftem Papier handgedruckt wurden. Die Einbände orientierten sich an klassischen französischen Broschuren im "grand format", vom Stil her etwa vergleichbar den älteren Corti-Ausgaben oder den Bänden der éditions Claire Paulhan. Seit den 1990er Jahren Arbeits- und Lebensgemeinschaft mit der Verlegerin Emilie Böhme-Windsheimer und deren "edition plasma".
Verlegt wurden insbesondere Literatur des Surrealismus sowie literarische Curiosa. Die Edition Sirene publizierte auch manche Klassiker, die früher nicht in deutscher Sprache verfügbar waren. Zu den Autoren zählten Donatien Alphonse François de Sade (... wenn ihr Republikaner werden wollt), Lautréamont (Maldoror), Maximilien Robespierre, Jindřich Heisler, Robert Desnos, Joris-Karl Huysmans (Auf Reede), Albert Giraud, Petrus Borel (Passerau), Johannes Auerbach (Der Selbstmörderwettbewerb), Philippe A de Villiers de L'Isle-Adam (Tribulat Bonhomet), sowie Ladislaw Klima (Post-Mortalien), René Char, Julien Gracq (Auf Schloss Argol) und immer wieder André Breton (Vorsicht Baustelle, Der weißhaarige Revolver, Löslicher Fisch). 
Die "Gesänge des Maldoror" von Isidore Lucien Ducasse, gen. Lautréamont, die sich an der renommierten französischen Corti-Ausgabe orientierte, erlebte als einziger Titel der Edition Sirene zwei Auflagen.
Gegründet wurde die Edition Sirene von dem Verleger und promovierten Philosophen Wolfgang Schmidt. Er übersetzte auch viele der Veröffentlichungen aus dem Französischen; unter dem Pseudonym Theodor Karpowsky erschienen eigene Werke. Die Bücher der Edition Sirene waren bis Anfang der 2000er Jahre lieferbar. Der Verlag stellte, nach einer kurzzeitigen Verlegung der Druckerei nach Trebus und, nunmehr wohl endgültig, nach dem Umzug nach Frankreich, seine Arbeit in der Mitte des ersten Jahrzehnts des zweiten Millenniums ein.